# Vinneuf
Vinneuf – miejscowość i gmina we Francji, w regionie Burgundia-Franche-Comté, w departamencie Yonne.
Według danych na rok 1990 gminę zamieszkiwało 1078 osób, a gęstość zaludnienia wynosiła 71 osób/km² (wśród 2044 gmin Burgundii Vinneuf plasuje się na 214. miejscu pod względem liczby ludności, natomiast pod względem powierzchni na miejscu 636.).